# Edmonton
Edmonton és la capital de la província canadenca d'Alberta. Edmonton està situat al nord del riu Saskatchewan i és el centre de la regió metropolitana d'Edmonton, que està envoltada per la regió central d'Alberta. La ciutat esta ancorada a l'extrem nord del que l'Statistics Canada defineix com el "corredor Calgary-Edmonton", una regió que s'estén entre Edmonton i la ciutat de Calgary, la ciutat més gran d'Alberta, que inclou els molts municipis més petits entre els dos.
A partir del 2021, Edmonton tenia 1.010.899 persones i una població a l'Àrea metropolitana de 1.418.118 persones, cosa que la converteix en la en la cinquena ciutat més gran i la sisena més gran de l'àrea metropolitana (CMA) del Canadà. Edmonton és tots dos la ciutat i l'àrea metropolitana més al nord d'Amèrica del Nord amb una població de més d'un milió d'habitants. Un resident d'Edmonton és conegut com a Edmontonian.

## Ciutats agermanades
- Gatineau, Canadà (1967)
- Harbin, Xina (1985)
- Nashville, Estats Units (1990)
- Wonju, Corea del Sud (1998)
- Bergen op Zoom, Països Baixos (2013)